# فهرست کوتوله‌های قهوه‌ای
این مقاله فهرستی از ستارگان کوتوله قهوه‌ای را نشان می‌دهد.
کوتوله‌های قهوه‌ای ستارگان کوچکی هستند که جرم آنها بین جرم غول گازی و ستارگان کم جرم هستند. مرکز این ستارگان هنگام تشکیل شدن به اندازه کافی داغ نمی‌شود تا فرایند همجوشی هسته‌ای در آنها به وجود آید. آنها به ستارگان نورانی و گرم تبدیل نمی‌شوند و بعد از شکل گرفتن سرد می‌شوند و به سختی دیده می‌شوند.

## لیست کوتوله‌های قهوه‌ای که به دور ستاره‌های اولیه می‌چرخند
| ستاره          | صورت فلکی            | بعد (ستاره‌شناسی) | میل (ستاره‌شناسی) | قدر ظاهری | نردبان فاصله کیهانی (ly) | رده‌بندی ستارگان | کوتوله قهوه‌ای | جرم (فیزیک) (MJ) | شعاع (RJ) | تناوب مداری (d) | نیم‌قطر بزرگ (واحد نجومی) | خروج از مرکز مداری | کشف سال |
| -------------- | -------------------- | ---------------- | ---------------- | --------- | ------------------------ | --------------- | ------------- | ---------------- | --------- | --------------- | ------------------------ | ------------------ | ------- |
| ۵۴ ماهی        | ماهی (صورت فلکی)     | 00h 39m 22s      | ‏ 02″ 15′ ‎+21°    | 5.88      | 36.1                     | K0V             | B             | ۵۳               |           |                 | ۴۷۶                      |                    | ۲۰۰۶    |
| اچ‌دی ۸۶۷۳      | آندرومدا (صورت فلکی) | 01h 26m 09s      | ‏ 47″ 34′ ‎+34°    | 6.31      | 124.75                   | F7V             | b             | ۱۴               |           | ۶۳۹             | ۱٫۵۸                     |                    | ۲۰۰۵    |
| پسی زن برزنجیر | آندرومدا (صورت فلکی) | 01h 36m 48s      | ‏ 20″ 24′ ‎+41°    | 4.63      | 43.9                     | F8V             | c             | ۱۳٫۹۸            |           | ۲۳۷٫۷           | ۰٫۸۲۲                    | ۰٫۲۲۴              | ۱۹۹۹    |